# Маринела Йорданова
Маринела Йорданова Йорданова е преподавател в Техническия университет във Варна.

## Биография
Маринела Йорданова е родена в село Полски Сеновец, община Полски Тръмбеш, област Велико Търново. Завършва Професионална гимназия по електротехника и електроника „Михайло Василиевич Ломоносов“ (Техникум по електротехника „М. В. Ломоносов“) в Горна Оряховица с отличен успех специалност „Радиотехника и телевизия“. Във ВМЕИ-Варна завършва висше образование със специалност „Електрически машини и апарати“.
Йорданова започва работа във Висш машинно-електротехнически институт като научен сътрудник в катедра „Електротехника и електрически технологии“ от 1988 до 1993 г. През следващите години работи като асистент, главен асистент и старши асистент към катедра „Електроенергетика“. През 1998 г. защитава дисертация „Изследвания върху режимите на работа и конструктивните параметри на камерни електросъпротивителни пещи“. През 2006 г. става доцент по Техника на безопасността на труда и противопожарната техника. Йорданова води лекции по дисциплините: Техническа безопасност (от 1993), Управление на трудовите условия и производствения риск и Заземителни и мълниезащитни инсталации, Електробезопасност на кораба.
През 2011 г. е избрана за декан на Електротехническия факултет към Техническия университет във Варна. Четири години по-късно е преизбрана.

## Научна дейност
Йорданова е автор на над 80 научни статии и доклади, предстедател и организатор на научни конференции.
- „Техническа безопасност“, учебник (2010) ISBN 978-954-20-0487-5
- „Взаимоотношения между фирми, обслужващи съоръжения на обща територия и организация на работите по наряд или нареждане“, сп. Енергетика (2011)
- „Управление на трудовите условия и производствения риск“, учебник (2012)[2]
- „Заземителни и мълниезащитни инсталации“, учебник (2013)
- „Техническа безопасност ръководство за лабораторни упражнения“, в съавторство с А.Филипов учебник (2015)